# Union du centre démocratique (Argentine)
Pour les articles homonymes, voir Union du centre démocratique.
L'Union du centre démocratique (en espagnol : Unión del Centro Democrático) est un parti politique argentin. Fondé en 1982, ce parti de droite fait partie intégrante de la coalition Unión - Pro.